# NGC 521
NGC 521 es una galaxia espiral localizada en la constelación de Cetus.